# Engenheiro Beltrão
Engenheiro Beltrão is een gemeente in de Braziliaanse deelstaat Paraná. De gemeente telt 14.280 inwoners (schatting 2009).

## Aangrenzende gemeenten
De gemeente grenst aan Floresta, Itambé, Ivatuba, Peabiru, Quinta do Sol en Terra Boa.